# Wärend och wirdarne

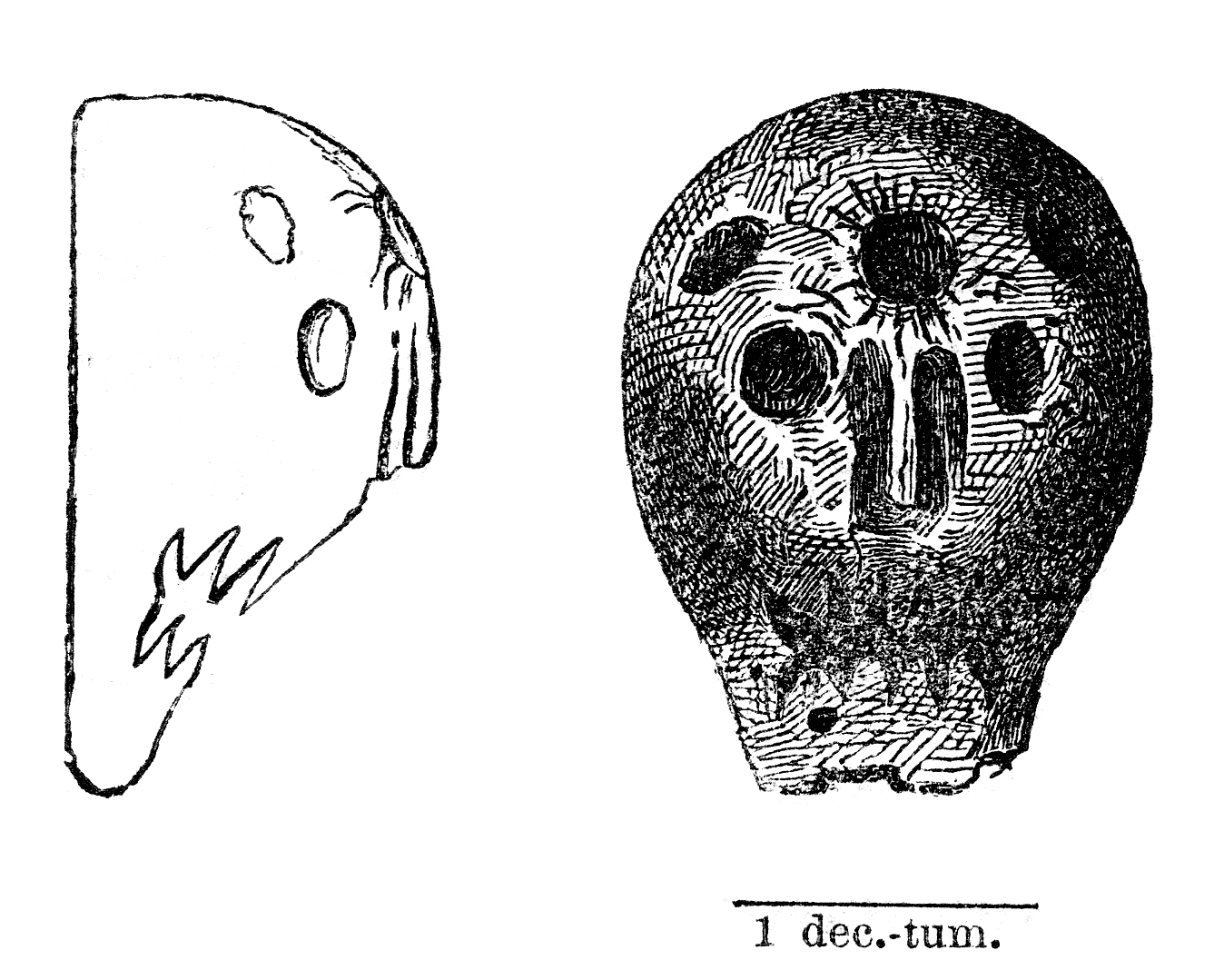
Illustration ur Wärend och Wirdarne: "Trollbackan Kapten Elins s. k. afgud, förvarad i k. Göta Hofrätt."

Verket Wärend och Wirdarne. Ett försök i Svensk Ethnologi utgavs i två band åren 1863 och 1868 av folklivsforskaren Gunnar Olof Hyltén-Cavallius. Det anses vara hans främsta verk och behandlar folktro i Värend i södra Småland. Hyltén-Cavallius tar bland annat upp kvarlevor av hednisk kult och hednisk tro, varför verket ofta framförs som bevis för att asatron i förvrängd form kvarlevt ända in i modern tid. Verket har återutgivits 1921-1922 och 1972.

## Några illustrationer ur verket

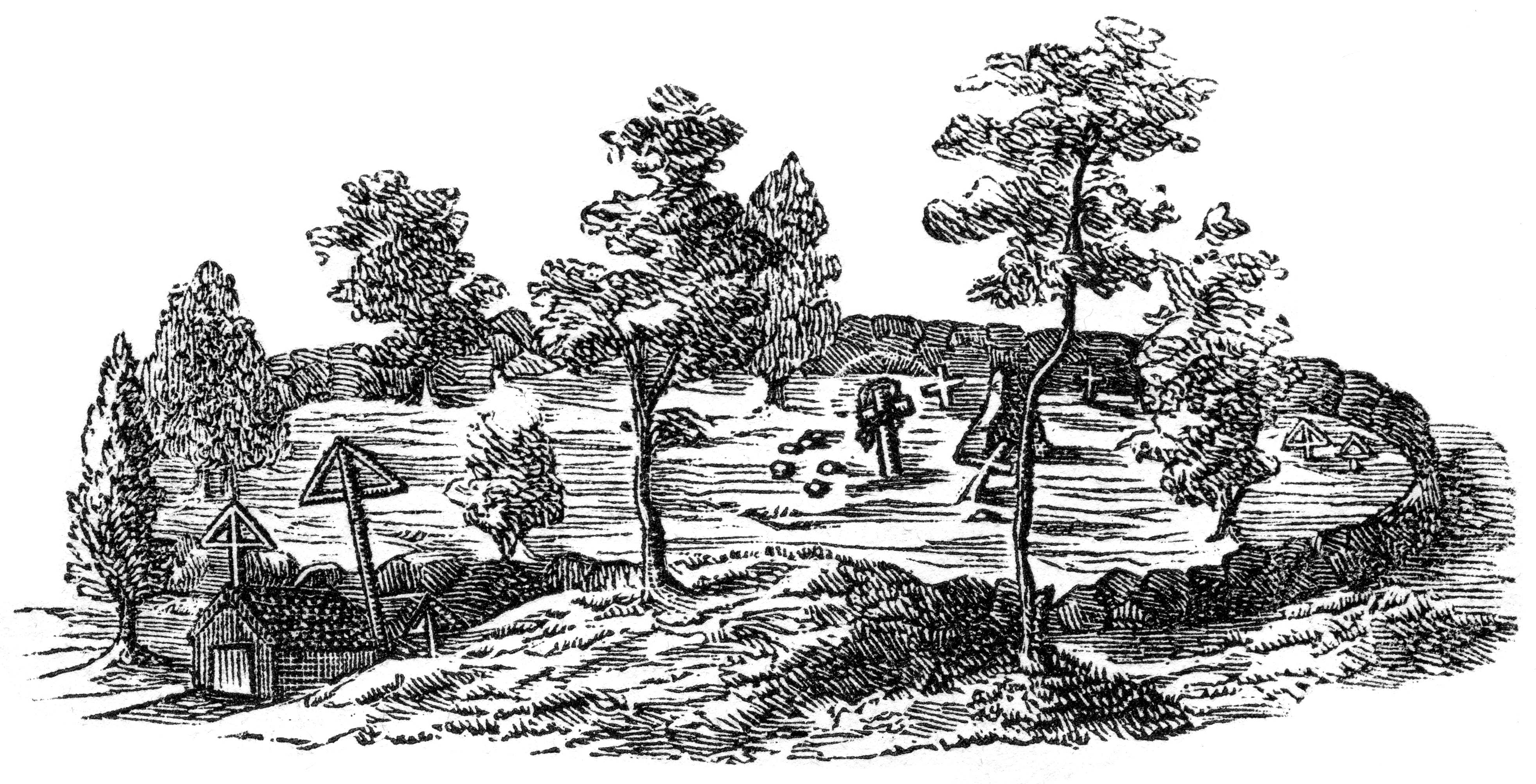
"Offerkällan i Ingemo-lund i Westergötland"
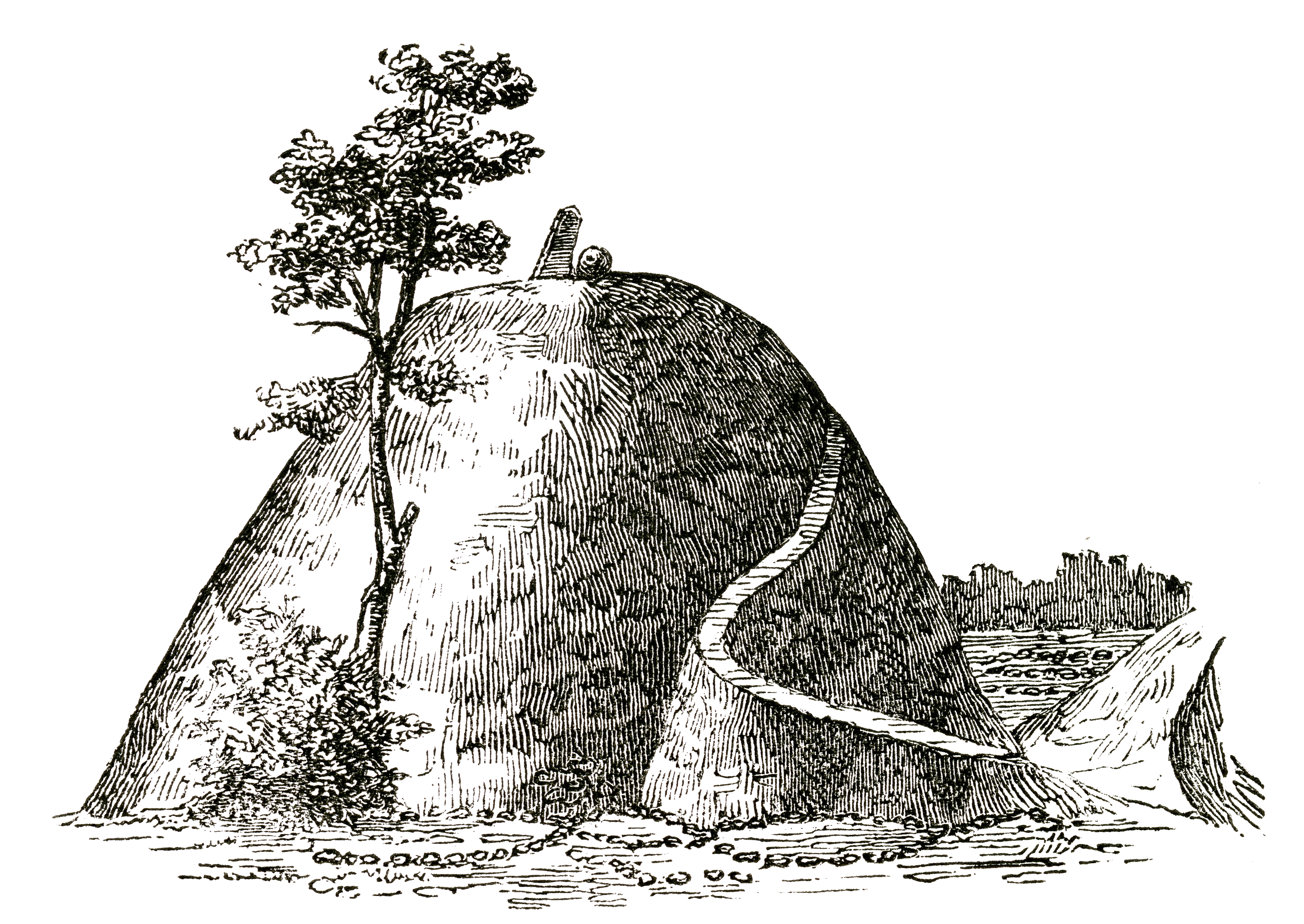
"Inglinge-hög. Hög med blotsten vid Ingelstad. Efter gr. Dahlbergs ritning."
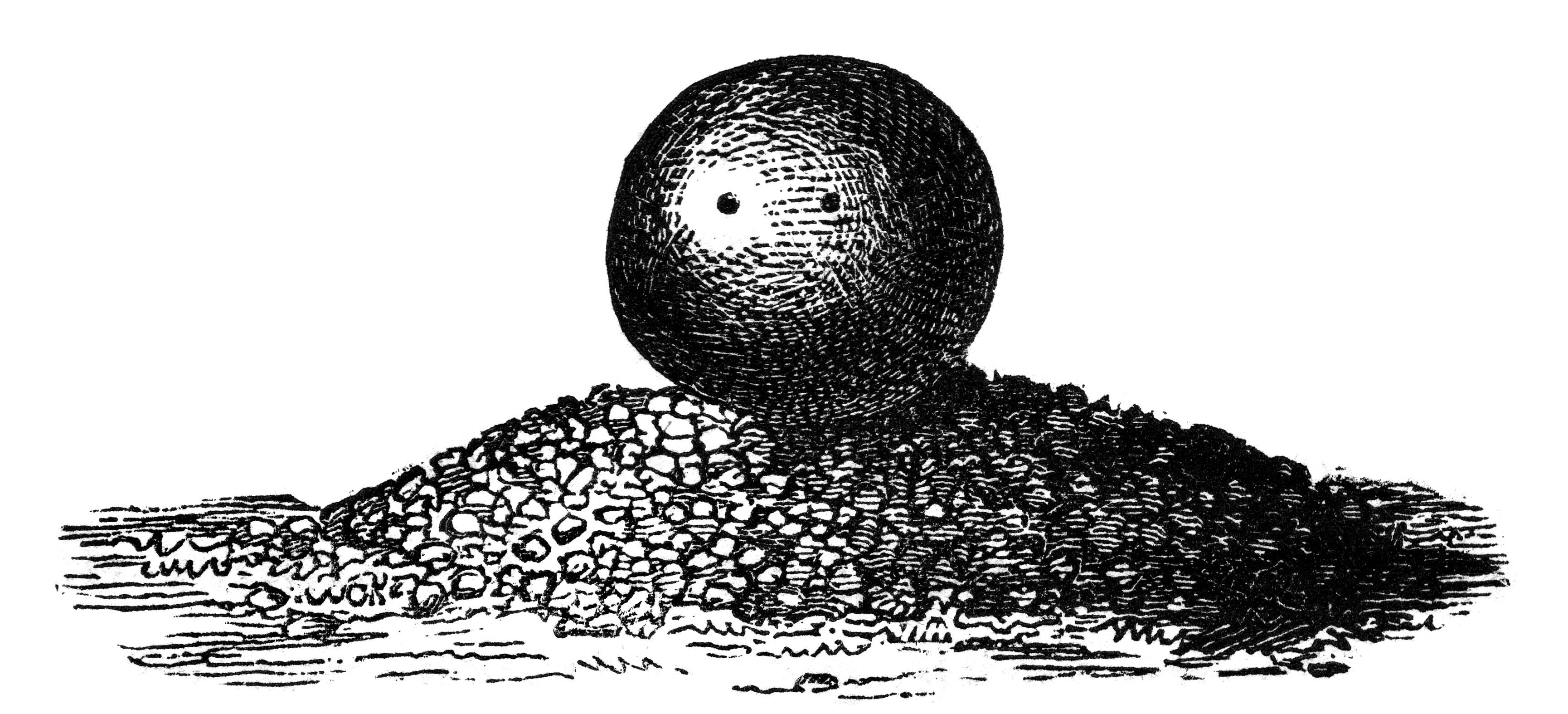
"Horg med blotsten, vid Folkslunda by i Långelöts socken på Öland."